# Matthew Dominick
Matthew Stuart Dominick (Wheat Ridge, 7 december 1981) is een Amerikaans ruimtevaarder. Hij werd in 2017 door NASA geselecteerd om te trainen als astronaut en ging in maart 2024 voor het eerst de ruimte in. Hij is één van de 18 NASA astronauten die in december 2020 geselecteerd werd voor het Artemisprogramma.
Dominick maakt deel uit van NASA Astronautengroep 22, ook wel The Turtles genoemd. De leden van deze groep begonnen hun training in juni 2017 en werden in januari 2020 astronaut.
Zijn eerste ruimtevlucht SpaceX Crew-8 lanceerde op 4 maart 2024. Dominick was de gezagvoerder van deze vlucht. Hij zal ongeveer 6 maanden aan boord van het Internationaal ruimtestation ISS verblijven als onderdeel van ISS-Expeditie 70 en 71.